# Karl Ferdinand Sohn

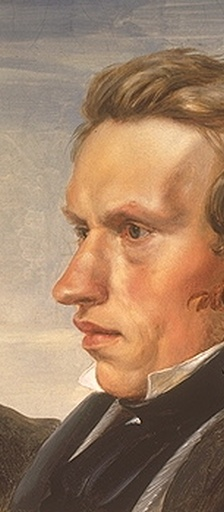
Karl Ferdinand Sohn, ur en gruppbild av Julius Hübner.

Karl Ferdinand Sohn, född den 10 december 1805 i Berlin, död den 25 november 1867 i Köln, var en tysk målare, far till Richard och Karl Rudolf Sohn, farbror till Wilhelm Sohn.

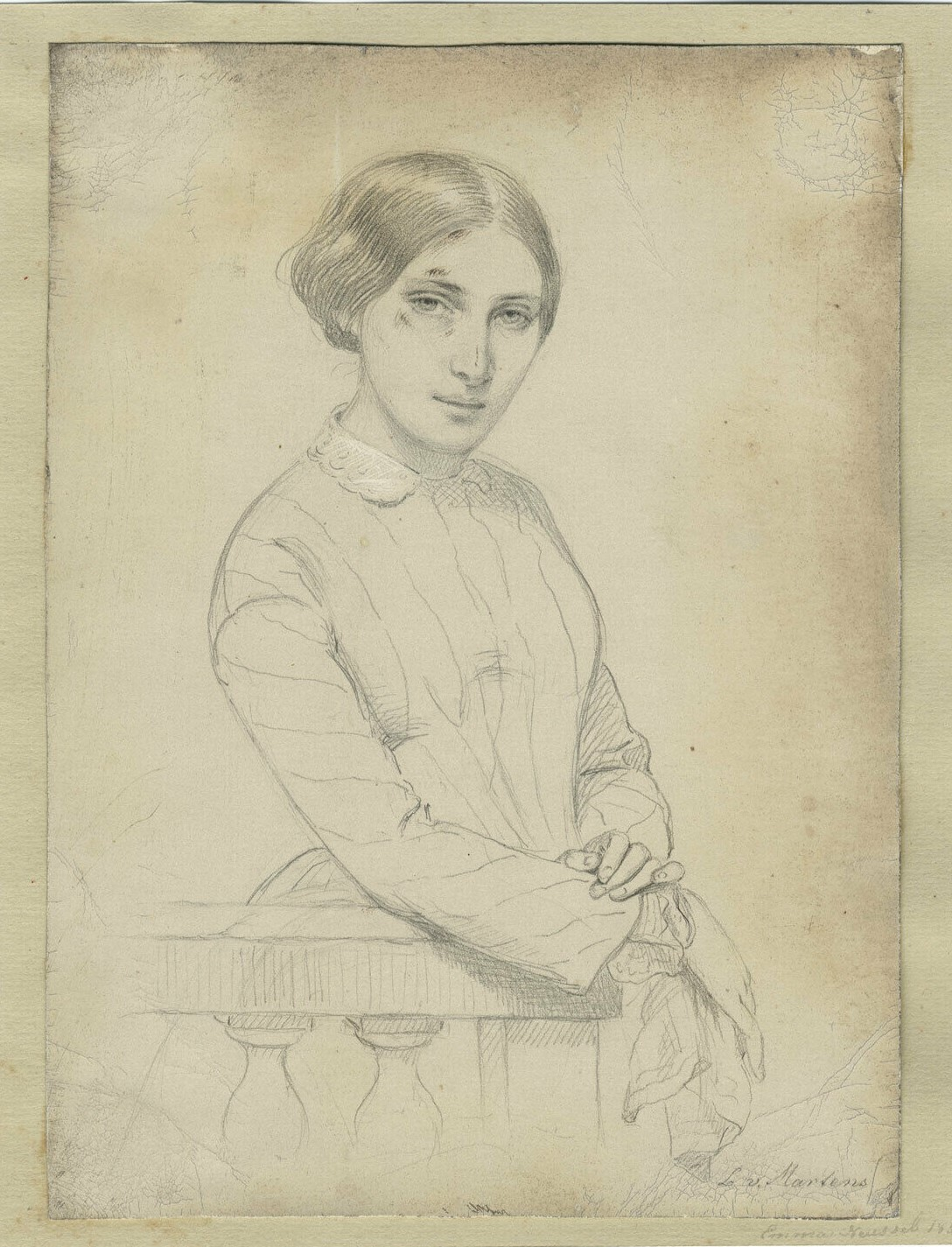
Luise von Martens tecknade Emma Elwin när båda kvinnorna var i tjugoårsåldern. Liksom en rad andra unga kvinnor var de elever till Sohn, som engagerade sig intensivt för att främja unga kvinnliga konstnärer. - Detta porträtt av Emma Elwin (privat samling Tyskland) är troligen den enda bevarade avbildningen av konstnären

Sohn studerade från 1823 vid Berlins akademi för Wilhem von Schadow, följde denne vid hans överflyttning till Düsseldorf 1826, blev efter några års vistelse i Italien professor vid akademien i Düsseldorf 1832 och påverkade sina lärjungar i lyrisk, känslofull, mild romantisk riktning. Hans egen konst nådde sin höjdpunkt på 1830- och 1840-talen. 
Typiska för hans motivkrets – motiven ofta valda ur diktverk av Shakespeare, Tasso, Goethe – är Lutspelerska (1832, Berlins nationalgalleri), De båda Leonororna (1836, museet i Posen), Tasso och de båda Leonororna (1849, nationalgalleriet i Kristiania), Rinaldo och Armida. Han var även porträttmålare.